# NGC 3363
NGC 3363 est une galaxie spirale située dans la constellation du Lion. NGC 3363 a été découverte par l'astronome français Édouard Stephan en 1882.

## Caractéristiques
NGC 3363 présente une large raie HI.

### Distance
Sa vitesse par rapport au fond diffus cosmologique est de 6 101 ± 23 km/s, ce qui correspond à une distance de Hubble de 90,0 ± 6,3 Mpc (∼294 millions d'al).
À ce jour, six mesures non basées sur le décalage vers le rouge (redshift) donnent une distance de 89,783 ± 10,846 Mpc (∼293 millions d'al), ce qui est à l'intérieur des valeurs de la distance de Hubble.

### Radiogalaxie
Selon la base de données Simbad, NGC 3363 est une radiogalaxie.

## Supernova
La supernova SN 2005Z a été découverte dans NGC 3363 le 31 janvier 2005 par H.G. Khandrika, S. Park, J. Graham et W. Li dans le cadre du programme LOSS (Lick Observatory Supernova Search) de l'observatoire Lick. Cette supernova était de type II.